# Драгослав Бокан
Драгослав Бокан (Београд, 15. фебруар 1961) српски је режисер, књижевник, колумниста, публициста, бивши политичар и ратни командант.

## Биографија
По оцу Илији (1933–2005) потиче из Осредака, а по мајци Милки (рођ. Деветак; 1939–2021) са Мале Градусе. Његов деда Ђуро и прадеда Душан (отац и деда његове мајке Милке) су убијени у јасеновачком логору због чега је Боканова мајка одрасла у дому за ратну сирочад.
После завршене XI београдске гимназије, дипломирао је на катедри за филмску и телевизијску режију (у класи професора Александра Мандића) на Факултету драмских уметности и завршио постдипломске студије на Филозофском факултету.

### Филмска и издавачка каријера
Бокан је 1987. године глумио у филму „Телефоманија”.  
Заједно са рођеним братом Александром, књигу Томаса Карлајла „О херојима” је издао 1988. у приватној издавачкој кући „Хитрост”. Преко тог издања се спријатељио са Драгошем Калајићем, који је написао поговор за књигу. Био је помоћни редитељ за филм „Срце и њена деца” 1988. године. У оквиру документарног серијала „Сведоци векова” у продукцији Телевизије Београд, режирао је 1989. године троделни документарни филм о манастиру Високи Дечани. Касније те године, сели се у Сједињене Америчке Државе (у Порт Честер). 
По повратку из САД крајем 1990. године, уз подршку Калајића, добија запослење у Београдском издавачко-графичком заводу (БИГЗ) као уредник специјалних издања ексклузивних књига езотеријске традиције европске културе а помоћник му је био Александар Гаталица. Бокан је 1991. године (такође у оквиру серијала „Сведоци векова”) режирао дводелни докментарни филм о цркви Богородици Љевишкој. Такође је писао за часопис „Погледи”, био главни и одговорни уредник часописа „Нове идеје” и главни и одговорни уредник специјалних издања „Дуге”.
Бокан је и ко-сценариста филма „Три карте за Холивуд” који је изашао 1993. године.  2004. написао и збирку за децу „Јунаци српског устанка” под псеудонимом Вук Деветак.
Стални је сарадник часописа „Еко кућа”, сарадник часописа „Печат” и један од оснивача београдског „Центра за стратешке пројекте”. Заједно са Дејаном Мировићем и Младеном Обрадовићем, суоснивач је Руско-српског културног центра. Написао је и објавио велики број новинских колумни и текстова за часописе „Прес” и „Стандард” а 2012. године изабран је за најбољег колумнисту у Србији, по избору часописа „The Man” у категорији човека године. Сарадник је Урбаног књижевног круга из Канаде.Основао је часописе „Лепа Србија”, „Русија данас” и „Водич за живот”
У издању „Службеног гласника”, Бокан је осмислио и режирао дванаест звучних књига. Режирао је и кратки филм „Српско завештање”. Био је један од актера монументалног документарно-историјског филма „Смрт Југославије”, као и учесник филма о животу познате српске поп-звезде и победнице Евровизије 2007. Марије Шерифовић, у епизоди „Енергија”, где је представио своју визију српске идеје.
Бокан је путем свог Фејсбук профила објавио велики број есеја и текстова на верске, националне и културне теме али га је Фејсбук јануара 2021. године трајно суспендовао.

### Маркетиншки рад
Као маркетиншки стручњак, био је и саветник за медије начелника Генералштаба Војске Југославије Небојше Павковића. Осмислио је председничку кампању кнегиње Јелисавете Карађорђевић под називом „Иницијатива за лепшу Србију”, на којој је она освојила 62.737 гласова на изборима за председника Србије 2004. године.
Осмислио је кампању билборда 2007. године са цитатима Шарла де Гола, Винстона Черчила, Џорџа Вашингтона, Џона Кенедија и Вилија Бранта уз поруку Косово је Србија. Кампања је пропраћена и у свету, у часопису Њујорк тајмс, који је приредио и интервју са Боканом.
Урадио је и кампању за патриотску коалицију СРС, Образ и СНП Наши 2014. године, под слоганом „И Косово и Русија”. .

### Политички, национални рад и ратни пут
Као један од оснивача и потписника Српске народне обнове (СНО) у Новој Пазови, постао је председник омладине и генерални секретар СНО и члан паравојне формације „Бели орлови”. Бокан је са Белим орловима прошао ратишта широм бивше Југославије, пре свега хрватско и босанско ратиште. Неки припадници Белих орлова су оптужени за ратне злочине пред Хашким судом али не и они под Бокановом командом.
Бокан је један од првих држављана новостворене Републике Српске где је по наредби министра науке и образовања Републике Српске Велибора Остојића, заједно са Соњом Караџић (ћерка Радована Караџића) и познатим предратним музичким продуцентом Малколмом Мухаремом, осмислио име Република Српска. Бокан је током рата основао своју странку под називом „Српски отаџбински савез”. Учествовао је на републичким изборима за председника 1992. године, као председник СОС, под слоганом „Вечна Србија је увек модерна”.
Током рата на истоку Украјине, Бокан је од стране високих званичника Доњецке Народне Републике постављен за дипломатског представника ДНР у Србији, тиме и званично постајући први незванични представник новостворене Новоруске Републике. Као предани русофил, основао је и удружење „Отаџбина Русија” (чији је био председник). Удружење „Отаџбина Русија” својеврсна је претходница Народног представништва ДНР у Србији. Због овога је од стране кијевских власти стављен на списак особа којима је забрањен улазак у Украјину.
Од 2018. оснивач је и директор Института за националну стратегију.

### Оптужбе, хапшења и осуде деловања
Бокан је 23. априла 1992. ухапшен у Београду. Оптужен је за „поседовање једне ручне бомбе и четири метка пронађена у његовом стану” и осуђен је на седам дана затвора. Суђење је трајало годину и по дана и на крају је кулминирало казном од шест месеци затвора. Страни медији су јавили да је хапшење био покушај да се ублаже критике на рачун улоге Србије у рату у Босни. Након хапшења, Бокан и Мирко Јовић из Белих орлова су се разишли.
Бокан је 1996. године оптужен да је са двојицом саучесника 1992. године помогао разбојништво над познатим новосадским бизнисменом Томиславом Ђорђевићем. Том приликом је из куће жртве опљачкано 250.000 немачких марака, а самој жртви су под претњама нанете тешке телесне повреде. На суду се бранио тврдњом да му је кривично дело подметнуто од стране Службе државне безбедности. Бокан је 2009. осуђен на годину дана затвора, али је пресуда оборена 2010. на Апелационом суду.
Крајем новембра 2021. године, Драгослав Бокан је оптужио носитељку листе једног дела удружене опозиције Маринику Тепић да је „румунски непријатељ” алудирајући на њено порекло. Тепић је најавила тужбу, а изјаву Бокана су осудили многи, између осталих Амбасада Румуније у Србији, и Оливера Зекић из РЕМ-а. Бокан је касније објаснио да није говорио о румунском народу у целини, са којим Срби имају традиционално најбоље односе, већ о Мариники Тепић коју сматра за изрода и неког ко прави раздор између два народа.

## Јавне функције
- Члан савета Филолошког факултета, Универзитета у Београду , октобар 2023.[31]
- Председник управног одбора Народног позоришта у Београду, јун 2025.[32]

## Приватни живот
Бокан има шесторо деце. Ожењен је оперском певачицом Жељком Здјелар, са којом има сина Леониду и близанце Стефана и Душана. Из претходних бракова има ћерку Софију, и синове Владислава и Вука.
Његово прво дете Влад преминуо је у доби од три дана 16. априла 1993. од повреде нанете порођајем.

## Дела
Књиге
- „Огњени љиљани” (1998)
- „Портрет младог дендија” (2000)
- „Јунаци српског устанка” (2004, под псеудонимом Вук Деветак)
- „Београд, град тајни” (2004)
- „Нови Сад: Од вароши до града” (2005)
- „Косово је срце Србије” (2008)
- „Политика: Мит, хроника, енциклопедија”[а] (2008)
- „Србија на првом месту” (2022)[35]

Филм
- „Три карте за Холивуд”, сценарио (1993)
- „Срце и њена деца” (1988) – помоћни редитељ
- „Високи Дечани”, троделни документарни ТВ филм у продукцији РТБ-а (1989)
- „Богородица Љевишка”, дводелни документарни ТВ филм у продукцији РТБ-а (1991)